# Plattenhöhe (Frankenhöhe)
Die Plattenhöhe ist eine Erhebung im Landkreis Ansbach. Sie befindet sich auf dem Gemeindegebiet von Flachslanden im Naturpark Frankenhöhe nordwestlich von Hainklingen, südwestlich von Wimmelbach und südöstlich von Sondernohe. An ihrer höchsten Erhebung misst sie 474 m. Die Hochstraße, die heutige Staatsstraße 2245, die von der Reichsstadt Nürnberg zur Reichsstadt Rothenburg führte, tangiert den Berg östlich. Südlich des Berges entspringt der Hainklingengraben, ein Nebenarm der Bibert.